# Municipio de Pembina (Minnesota)
El municipio de Pembina (en inglés: Pembina Township) es un municipio ubicado en el condado de Mahnomen en el estado estadounidense de Minnesota. En el año 2010 tenía una población de 707 habitantes y una densidad poblacional de 7,5 personas por km².

## Geografía
El municipio de Pembina se encuentra ubicado en las coordenadas 47°16′2″N 96°0′30″O / 47.26722, -96.00833. Según la Oficina del Censo de los Estados Unidos, el municipio tiene una superficie total de 94.3 km², de la cual 94,07 km² corresponden a tierra firme y (0,25 %) 0,23 km² es agua.

## Demografía
Según el censo de 2010, había 707 personas residiendo en el municipio de Pembina. La densidad de población era de 7,5 hab./km². De los 707 habitantes, el municipio de Pembina estaba compuesto por el 47,81 % blancos, el 0,28 % eran afroamericanos, el 45,97 % eran amerindios y el 5,94 % eran de una mezcla de razas. Del total de la población el 2,26 % eran hispanos o latinos de cualquier raza.